# Copa Sultão Azlan Shah de Hóquei sobre a grama
A Copa Sultão Azlah Shah de Hóquei sobre a grama (em inglês: Sultan Azlan Shah Field Hockey Cup) é uma competição disputada apenas na modalidade masculina, administrada pela Confederação de Hóquei da Malásia (em inglês: Malaysian Hockey Confederation - MHC). Tendo iniciada em 1983 com periodicidade bienal, desde a sua edição de 1998 é realizada anualmente, em razão do aumento de sua popularidade.
O torneio leva o nome do nono Líder Supremo ("Rei") da Malásia, de nome Yang di-Pertuan Agong, sendo ele o Sultão Azlah Shah, então conhecido por ser um grande adepto deste desporto.
A Austrália aparece como recordista de títulos desta competição, com um total de dez conquistas. Antes da pandemia provocada pela COVID-19, a equipe da Coreia do Sul detinha o título desta competição.
Na primeira edição pós pandemia, a seleção da Malásia conquistou o seu primeiro título deste campeonato, após derrotarem os então campeões sul-coreanos na decisão.

## Edições
Segue-se, abaixo, o histórico das edições deste torneio.
| 1983 Detalhes | Kuala Lumpur | 5 | Austrália                       | 1–0                      | Paquistão                | Índia            | Pontos corridos  | Malásia          |
| 1985 Detalhes | Ipoh         | 4 | Índia                           | Pontos corridos          | Malásia                  | Paquistão        | Pontos corridos  | Espanha          |
| 1987 Detalhes | Ipoh         | 6 | Alemanha Ocidental              | Pontos corridos          | Paquistão                | Inglaterra       | Pontos corridos  | Malásia          |
| 1991 Detalhes | Ipoh         | 6 | Índia                           | sem a partida            | Paquistão                | União Soviética  | sem a partida    | Nova Zelândia    |
| 1994 Detalhes | Penang       | 5 | Inglaterra                      | 2–2 (ps: 5-3)            | Paquistão                | Austrália        | 4–0              | Malásia          |
| 1995 Detalhes | Kuala Lumpur | 6 | Índia                           | 2–2 (ps: 5–4)            | Alemanha                 | Nova Zelândia    | 3–1              | Canadá           |
| 1996 Detalhes | Ipoh         | 6 | Coreia do Sul                   | 0–0 (ps: 4–2)            | Austrália                | Malásia          | 2–2 (ps: 4–3)    | Reino Unido      |
| 1998 Detalhes | Ipoh         | 6 | Austrália                       | 1–1 (ps: 10–9)           | Alemanha                 | Coreia do Sul    | 1–0              | Nova Zelândia    |
| 1999 Detalhes | Kuala Lumpur | 6 | Paquistão                       | 3–1                      | Coreia do Sul            | Alemanha         | 3–2              | Canadá           |
| 2000 Detalhes | Kuala Lumpur | 7 | Paquistão                       | 1–0                      | Coreia do Sul            | Índia            | 4–1              | Malásia          |
| 2001 Detalhes | Kuala Lumpur | 7 | Alemanha                        | 3–2                      | Coreia do Sul            | Austrália        | 4–3              | Paquistão        |
| 2003 Detalhes | Kuala Lumpur | 5 | Paquistão                       | 1–0                      | Alemanha                 | Nova Zelândia    | 3–2              | Coreia do Sul    |
| 2004 Detalhes | Kuala Lumpur | 7 | Austrália                       | 4–3                      | Paquistão                | Coreia do Sul    | 6–5              | Alemanha         |
| 2005 Detalhes | Kuala Lumpur | 7 | Austrália                       | 4–3                      | Coreia do Sul            | Paquistão        | 4–2              | Nova Zelândia    |
| 2006 Detalhes | Kuala Lumpur | 8 | Países Baixos                   | 6–2                      | Austrália                | Índia            | 3–2              | Nova Zelândia    |
| 2007 Detalhes | Ipoh         | 8 | Austrália                       | 3–1                      | Malásia                  | Índia            | 1–0              | Coreia do Sul    |
| 2008 Detalhes | Ipoh         | 7 | Argentina                       | 2–1                      | Índia                    | Nova Zelândia    | 2–1              | Paquistão        |
| 2009 Detalhes | Ipoh         | 7 | Índia                           | 3–1                      | Malásia                  | Nova Zelândia    | 2–1              | Paquistão        |
| 2010 Detalhes | Ipoh         | 7 | Índia & Coreia do Sul dividido* | 0–0 (partida abandonada) | 0–0 (partida abandonada) | Austrália        | 5–3              | Malásia          |
| 2011 Detalhes | Ipoh         | 7 | Austrália                       | 3–2 (pós tempo extra)    | Paquistão                | Reino Unido      | 4–2              | Nova Zelândia    |
| 2012 Detalhes | Ipoh         | 7 | Nova Zelândia                   | 1–0                      | Argentina                | Índia            | 3–1              | Reino Unido      |
| 2013 Detalhes | Ipoh         | 6 | Austrália                       | 3–2                      | Malásia                  | Coreia do Sul    | 2–1              | Nova Zelândia    |
| 2014 Detalhes | Ipoh         | 6 | Austrália                       | 8–3                      | Malásia                  | Coreia do Sul    | 3–2              | China            |
| 2015 Detalhes | Ipoh         | 6 | Nova Zelândia                   | 2–2 (ps: 3–1)            | Austrália                | Índia            | 2–2 (ps: 4–1)    | Coreia do Sul    |
| 2016 Detalhes | Ipoh         | 7 | Austrália                       | 4–0                      | Índia                    | Nova Zelândia    | 3–3 (ps: 5–4)    | Malásia          |
| 2017 Detalhes | Ipoh         | 6 | Reino Unido                     | 4–3                      | Austrália                | Índia            | 4–0              | Nova Zelândia    |
| 2018 Detalhes | Ipoh         | 6 | Austrália                       | 2–1                      | Inglaterra               | Argentina        | 3–2              | Malásia          |
| 2019 Detalhes | Ipoh         | 6 | Coreia do Sul                   | 1–1 (pn: 4–2)            | Índia                    | Malásia          | 4–2              | Canadá           |
| 2020 Detalhes | Ipoh         | 6 | Edição cancelada                | Edição cancelada         | Edição cancelada         | Edição cancelada | Edição cancelada | Edição cancelada |
| 2021 Detalhes | Ipoh         | 6 | Edição cancelada                | Edição cancelada         | Edição cancelada         | Edição cancelada | Edição cancelada | Edição cancelada |
| 2022 Detalhes | Ipoh         | 6 | Malásia                         | 3–2                      | Coreia do Sul            | Paquistão        | 5–3              | Japão            |

### Premiações
| Ordem | País            | Medalha de ouro | Medalha de prata | Medalha de bronze | Total |
| ----- | --------------- | --------------- | ---------------- | ----------------- | ----- |
| 1     | Austrália       | 10              | 4                | 3                 | 17    |
| 2     | Índia           | 5               | 3                | 7                 | 15    |
| 3     | Paquistão       | 3               | 6                | 3                 | 12    |
| 4     | Coreia do Sul   | 3               | 5                | 4                 | 12    |
| 5     | Alemanha        | 2               | 3                | 1                 | 6     |
| 6     | Reino Unido     | 2               | 1                | 2                 | 5     |
| 7     | Nova Zelândia   | 2               | 0                | 5                 | 7     |
| 8     | Malásia         | 1               | 5                | 2                 | 8     |
| 9     | Argentina       | 1               | 1                | 1                 | 3     |
| 10    | Países Baixos   | 1               | 0                | 0                 | 1     |
| 11    | União Soviética | 0               | 0                | 1                 | 1     |
| Total | Total           | 30              | 28               | 29                | 87    |

- Os resultados do Reino Unido contemplam as participações da Inglaterra.
- Os resultados da Alemanha contemplam as participações da Alemanha Ocidental.